# United States Naval Research Laboratory

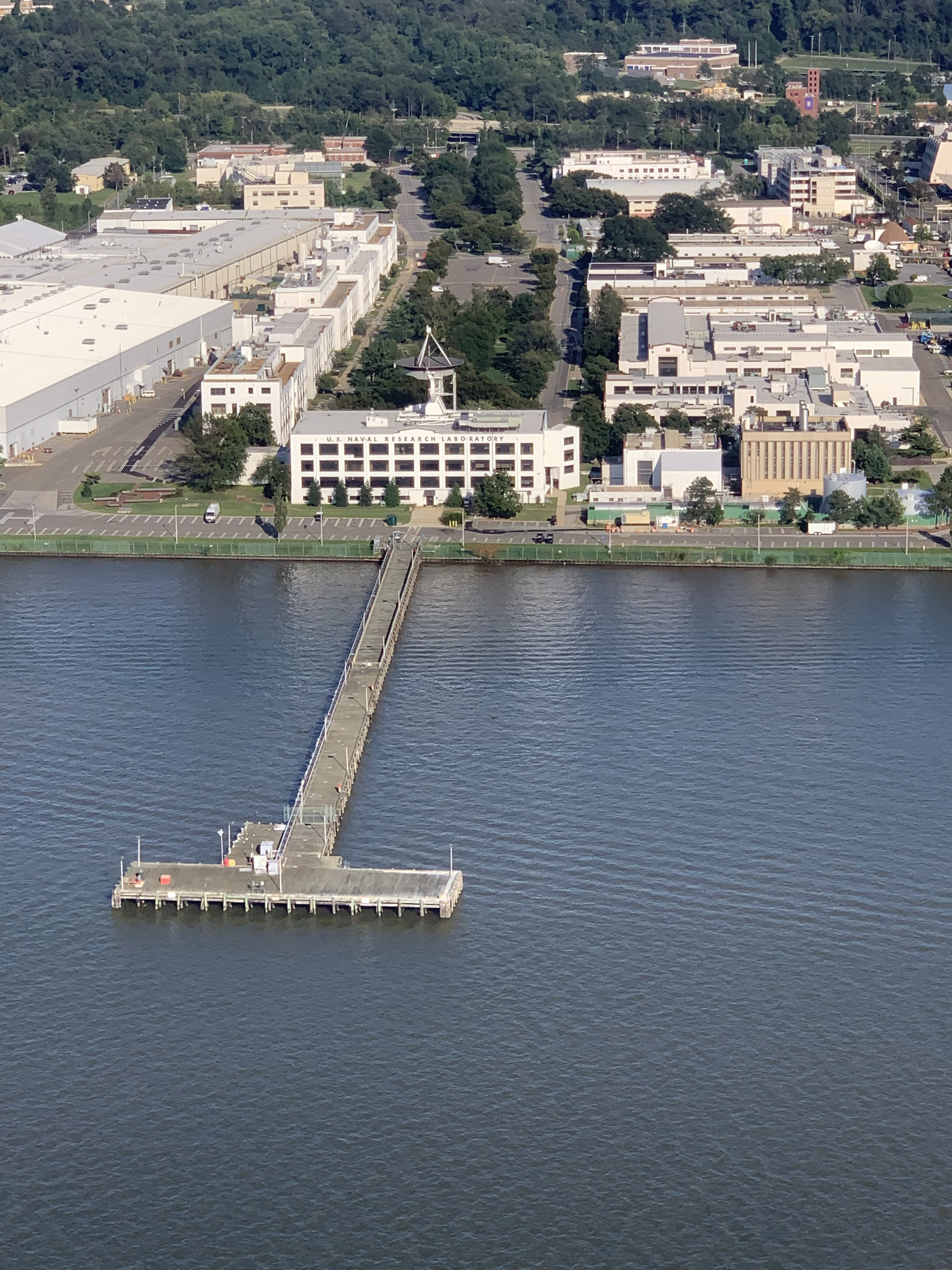
Główna siedziba Naval Research Laboratory w Waszyngtonie (2021)

United States Naval Research Laboratory (NRL) – amerykańskie laboratorium badawcze United States Navy i United States Marine Corps, założone 2 lipca 1923 z inicjatywy Thomasa Edisona, realizujące multidyscyplinarny program badań w zakresie nauk podstawowych i nauk stosowanych mający na celu naukowe wsparcie amerykańskiej Narodowej Strategii Obronnej (ang. National Defense Strategy, NDS).
Naval Research Laboratory posiada główne ośrodki badawcze nad rzeką Potomak w południowo-zachodnim Waszyngtonie, w Stennis Space Center w stanie Missisipi, w Key West na Florydzie i w Monterey w Kalifornii.
Niektóre osiągnięcia badawcze NRL to stworzenie pierwszego radaru o przeznaczeniu wojskowym (lata 20. i 30. XX wieku) i systemu GPS (lata 70. XX wieku).